# Ричард Бохуш
Ричард Бохуш (мађ. Bohus Richárd; Бекешчаба, 9. април 1993) мађарски је пливач чија специјалност је пливање слободним и леђним стилом. У два наврата је представљао Мађарску на Олимпијским играма, у Лондону 2012. и Рију 2016. године.

## Каријера
На међународној сцени Бохуш је дебитовао на Европском првенству за јуниоре у Хелсинкију, у јулу 2010. године, а свега месец дана касније дебитовао је и у сениорској конкуренцији наступајући на Европском првенству у великим базенима чији домаћин је била Будимпешта. Иако је у Будимпешти успео да у обе трке у којима се такмичио (50 и 100 леђно) поправи личне рекорде, Бохуш ни у једној од њих није успео да се пласира у финале. Прву медаљу у каријери, бронзу у дисциплини 50 леђно, освојио је на Европском јуниорском првенству у Београду 2011. године. Годину дана касније, на сениорском европском првенству у Дебрецину, осваја своју прву сениорску медаљу, бронзу у трци на 50 метара леђним стилом. На истом такмичењу успео је да исплива и олимпијску квалификациону норму, а у Лондону 2012. такмичио се у трци на 100 метара леђним стилом и на крају заузео 22. место у квалификацијама (није успео да се пласира у полуфинале).
Након Лондона направио је скоро четворогодишњу паузу током које је наступао углавном на мањим митинзима, а на међународну сцену вратио се тек на Европском првенству у Лондону 2016. где је освојио две медаље, сребро у трци на 50 метара леђно и бронзу у штафети 4×100 мешовито. Потом је поново успео да се квалификује за наступ на Олимпијским играма, у Рију 2016. пливао је у три дисциплине, а најбољи резултат остварио је у трци штафета 4×100 мешовито у којој су мађарски пливачи у квалификацијама заузели укупно 9. место.
На светским првенствима дебитовао је тек у Будимпешти 2017. где се такмичио у чак 5 дисциплина. У појединачним тркама био је 10. у полуфиналу трке на 50 леђно, док је на 100 слободно заузео тек 18. место у  квалификацијама. Знатно боље резултате остварио је у штафетним тркама, у све три је пливао у финалима, а са штафетом 4×100 слободно освојио је бронзану медаљу с временом новог националног рекорда од 3:11,99 минута.
Учествовао је и на светском првенству у Квангџуу 2019. године.